# Nécropole nationale de Sommepy-Tahure
La nécropole nationale de Sommepy-Tahure est un cimetière militaire de la Première Guerre mondiale situé sur le territoire de la commune de Sommepy-Tahure dans le département de la Marne

## Historique
La nécropole nationale de Sommepy-Tahure est aménagée entre 1920 et 1924 après les batailles de Champagne. 

## Caractéristiques
Le cimetière militaire abrite les tombes de 2 201 soldats français et un ossuaire de soldats tués pendant la Première Guerre mondiale. Ces soldats sont relevés principalement sur les communes de Bourgogne, Saint-Clément-à-Arnes, Sommepy et Warmeriville. 
Il dépend de la direction régionale des Anciens Combattants et Victimes de guerre se trouvant à la cité administrative de Metz.

## Personnalités inhumées
- Michel Coiffard, as aux 34 victoires, y repose.

## Galerie de photographies

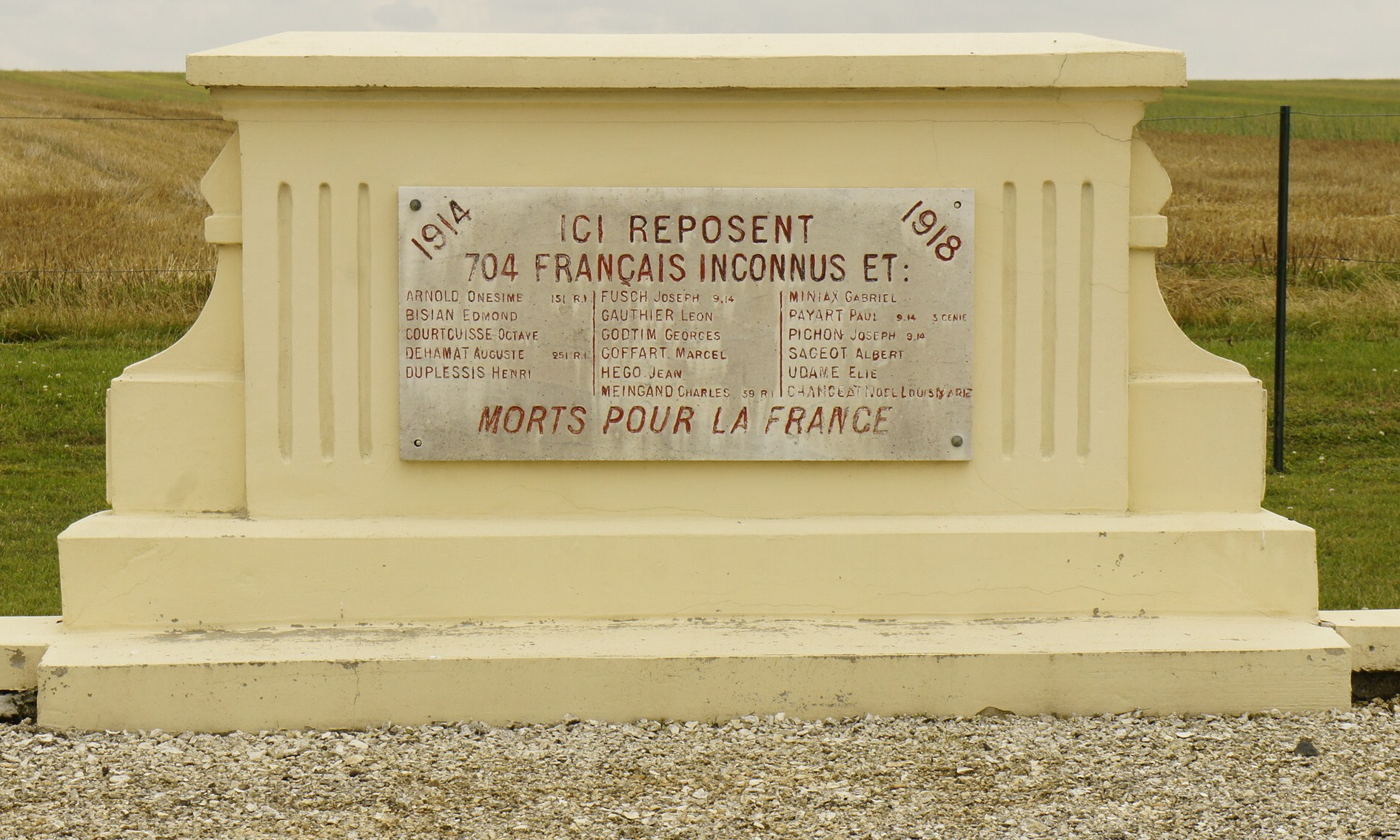
Ossuaire.
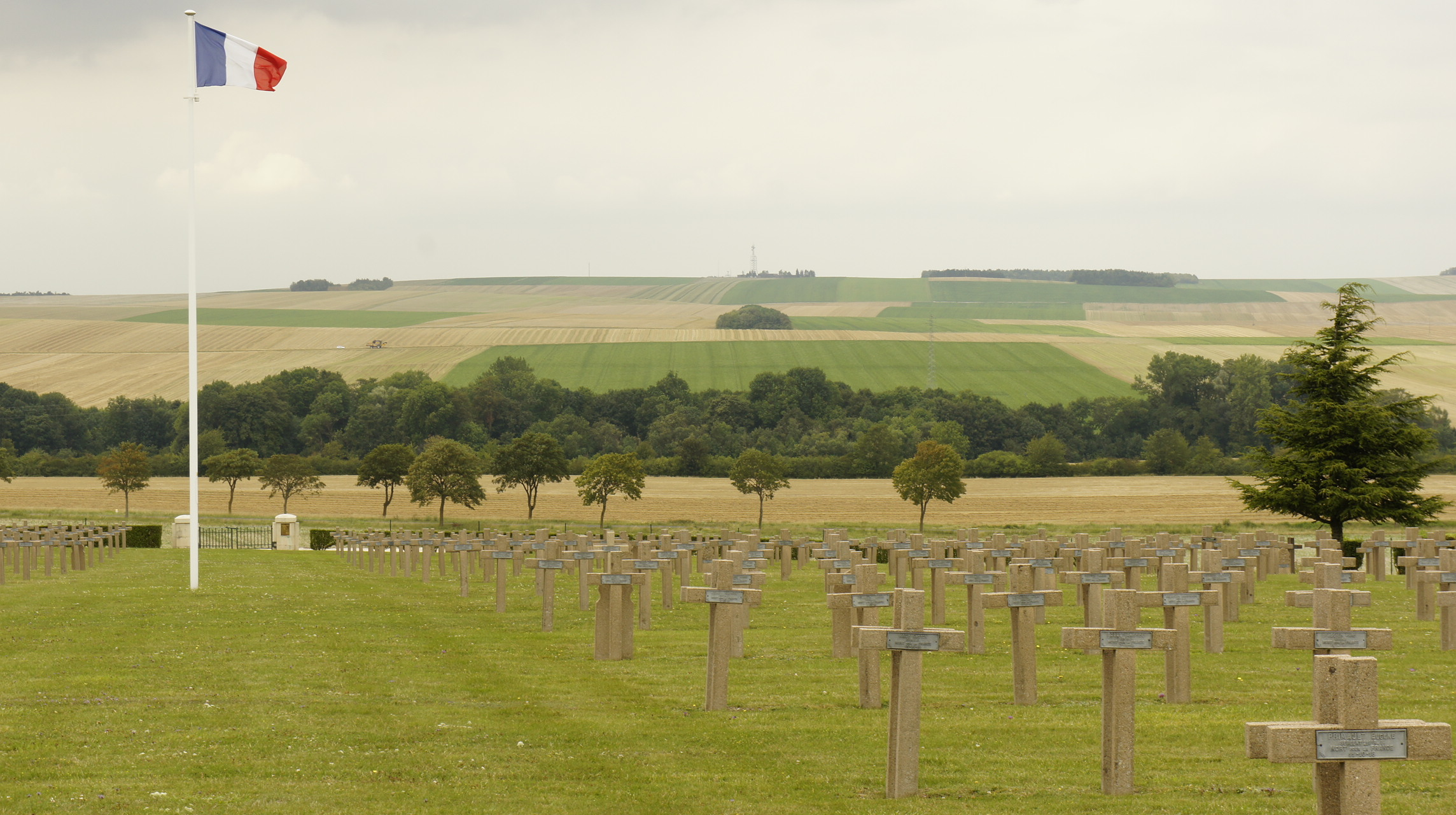
Drapeau.
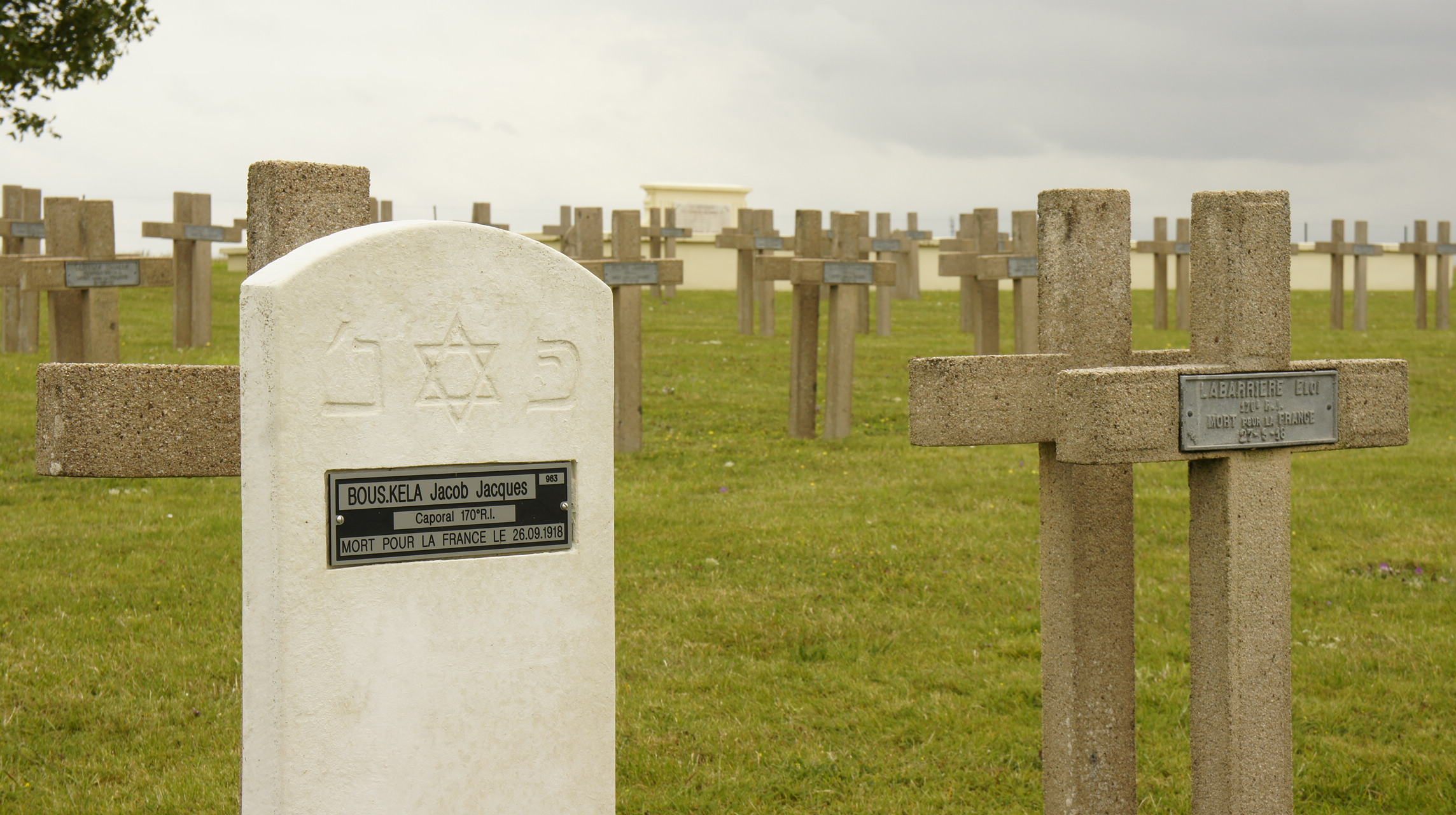
Tombes.